# Windsor Great Park
Windsor Great Park (pol. Wielki Park Windsorski) – park królewski o powierzchni 2020 hektarów (5000 akrów), położony na południe od miasta Windsor, na granicy hrabstw Berkshire i Surrey w Anglii. Park przylega do prywatnego Home Park przy zamku Windsor, który jest jedną z rezydencji króla Karola III.

## Historia
Już w XI wieku, gdy zbudowano pierwszy zamek w Windsorze, park, a właściwie las windsorski, był terenem łowieckim angielskiej rodziny królewskiej. Polowano głównie na jelenie i dziki, a także zaopatrywano kuchnię królewską w dzikie ptactwo i drobną zwierzynę łowną. W parku odbywały się turnieje rycerskie i hodowano konie. W XVIII w. przekształcono las w park i utworzono, istniejący do dziś, rezerwat jeleni (ang. deer park). Wytyczono i obsadzono wiązami główną aleję prowadząca przez park do zamku (The Long Walk) i inne mniejsze alejki. Wykonano nasadzenia drzew i krzewów, zagospodarowano nieużytki, uregulowano przepływające przez park rzeki i zbudowano mosty. Zabezpieczono brzegi jeziora Virginia Water i mniejszych stawów. Park stał się miejscem rekreacyjnym rodziny królewskiej. Duże zasługi dla rozbudowy parku miała królowa Wiktoria. W parku zbudowano mauzoleum (Frogmore Mausoleum), w którym pochowany został jej mąż książę Albert, a później ona sama. Obecnie park jest ogólnodostępny dla zwiedzających i jest chętnie odwiedzany przez londyńczyków.

## Galeria

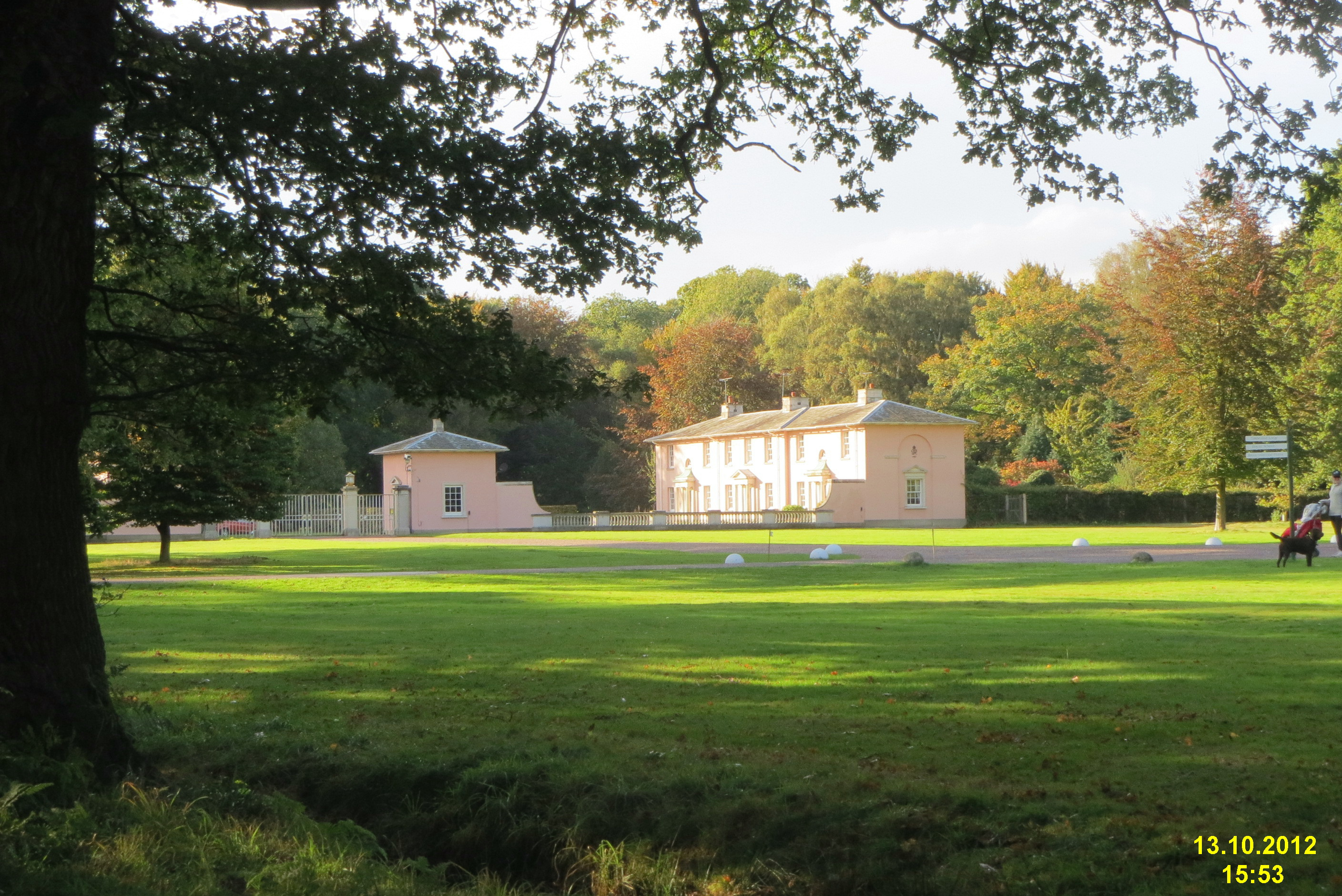
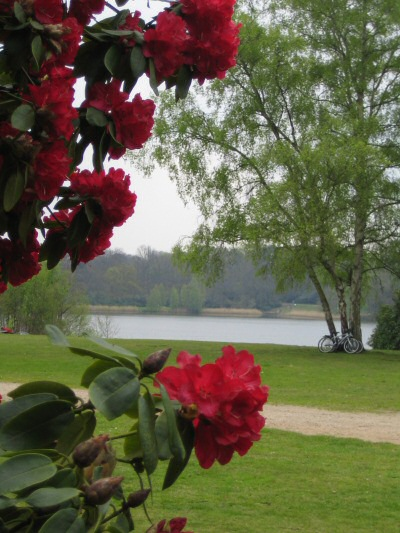
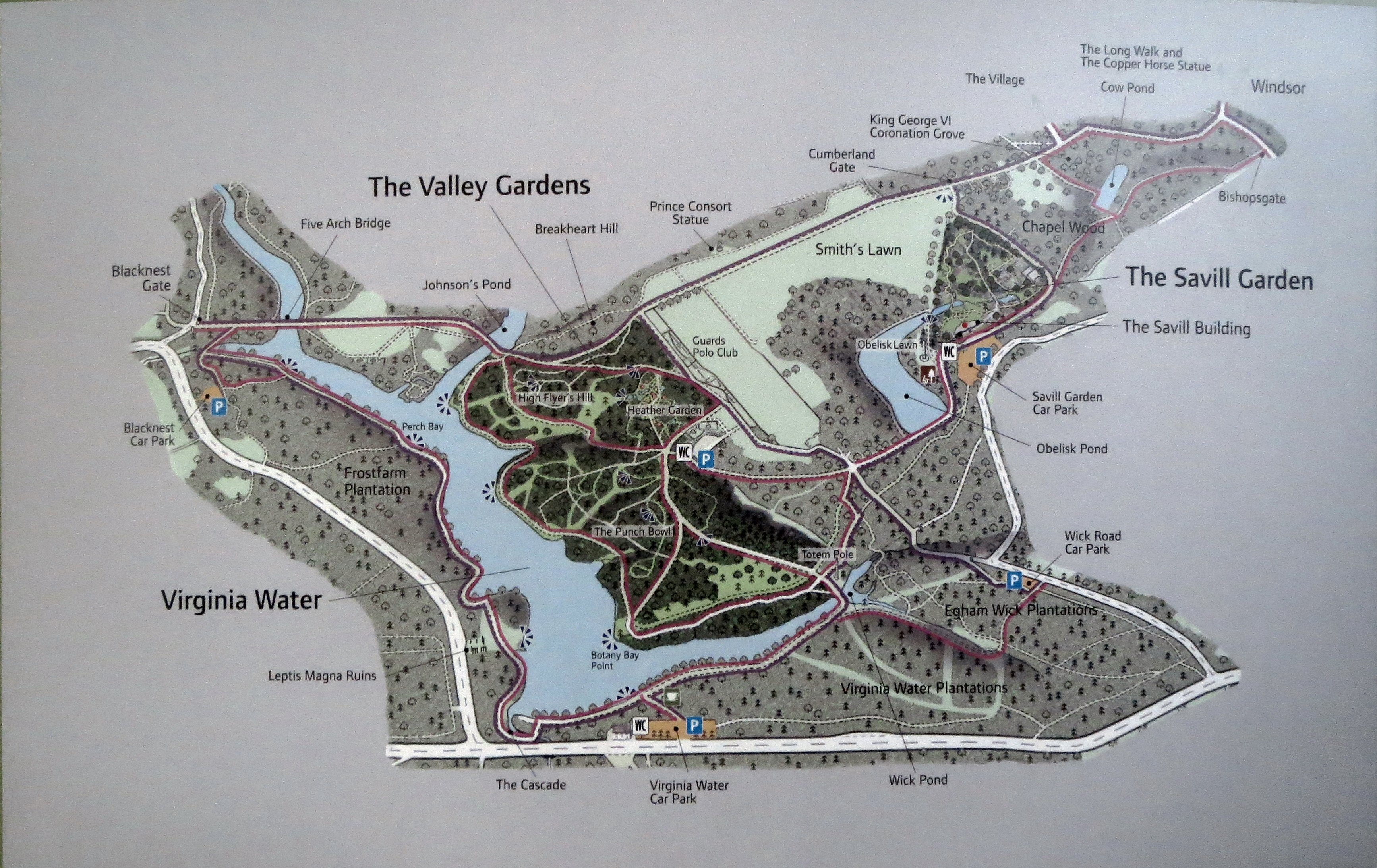
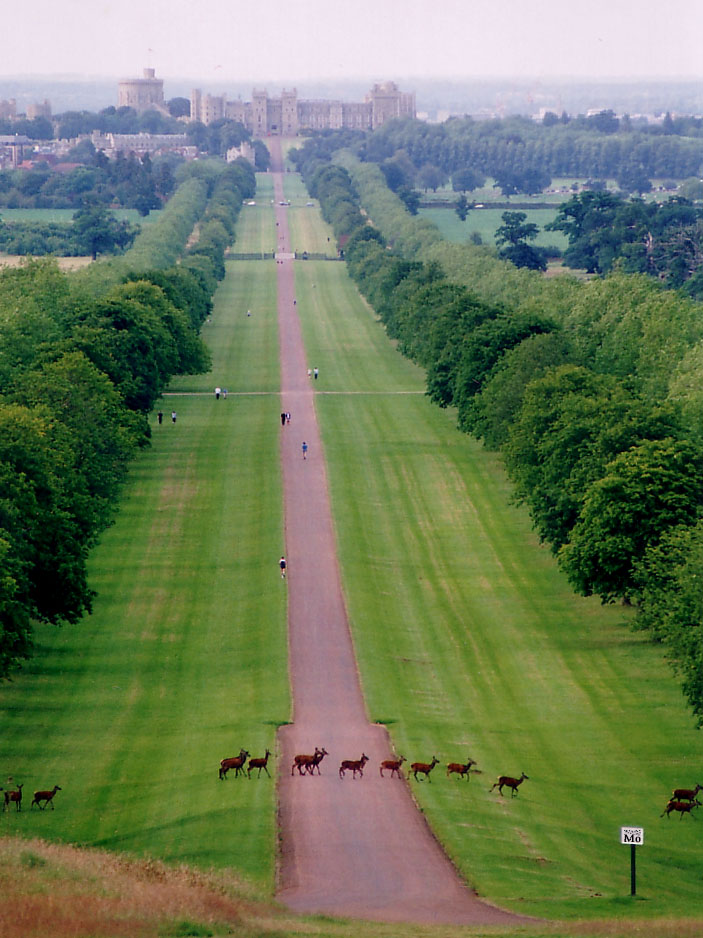
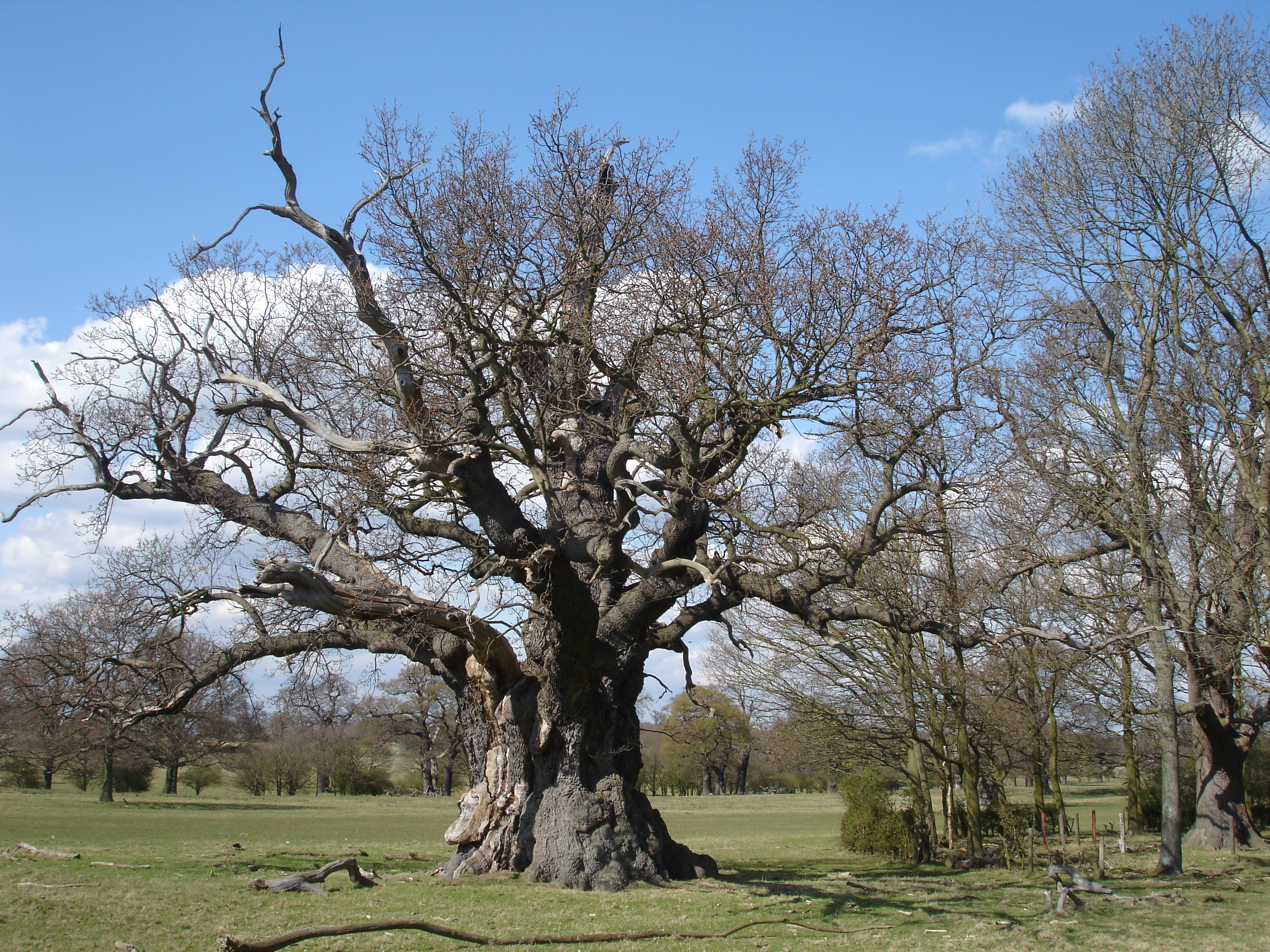